# João Tamagnini Barbosa
João Tamagnini de Sousa Barbosa (Macao, 30 dicembre 1883 – Lisbona, 15 dicembre 1948) è stato un politico portoghese. Fu Ministro degli Interni, delle Colonie e delle Finanze nel periodo conosciuto come "Nuova Repubblica" cioè dopo il colpo di Stato del Partito Repubblicano e la semi-dittatura di Sidónio Pais. Prese parte al governo presieduto da João do Canto e Castro dopo l'assassinio di Pais.
Fu per un breve periodo Primo ministro del Portogallo, dal 23 dicembre 1918 al 27 gennaio 1919.
Dopo la rivoluzione del 28 maggio 1926 che instaurò la dittatura di António de Oliveira Salazar, Tamagnini Barbosa divenne presidente dell'Assemblea Generale del Benfica dal 1946 al 1947.